# Procontarinia matteina
Procontarinia matteina är en tvåvingeart som beskrevs av Jean-Jacques Kieffer och Cecconi 1906. Procontarinia matteina ingår i släktet Procontarinia och familjen gallmyggor. Inga underarter finns listade i Catalogue of Life.